# سرمناره

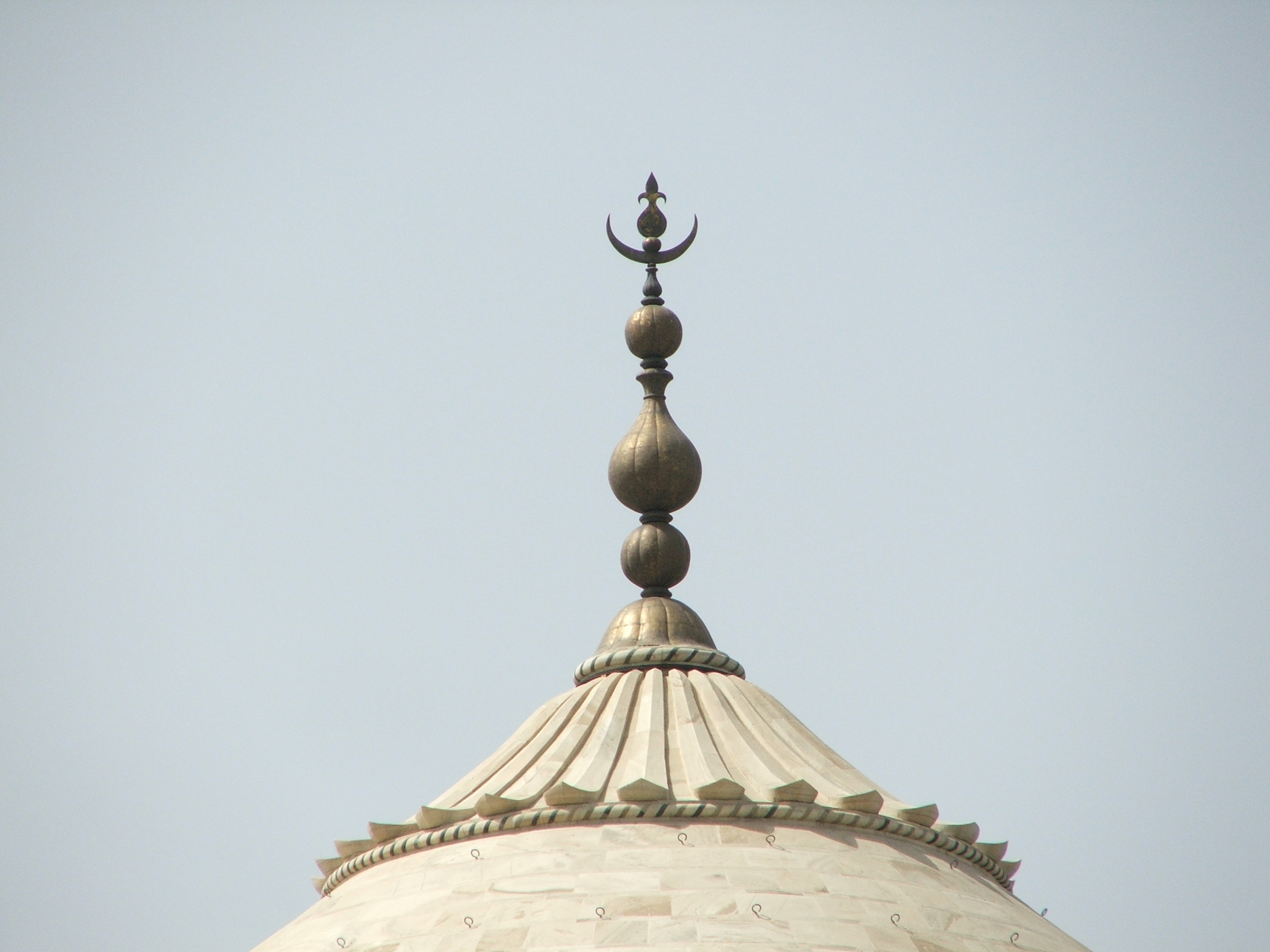
سرمناره گنبدی در تاج محل

سَرمِناره (انگلیسی: Finial) یا پایانهٔ ترئینی در معماری از عناصر تزئینی است که در بالای اشیاء مختلف مانند گنبدها، مناره‌ها، برج‌ها، سقف‌ها و لبه بام‌ها قرار می‌گیرد. این عناصر معمولاً از سنگ، فلز یا چوب ساخته می‌شوند و در معماری برای تأکید بر نقاط خاص ساختمان و زیبایی آن به کار می‌روند. سرمناره‌ها علاوه بر جنبه تزئینی، می‌توانند کاربردهای دیگری مانند محافظت از سازه در برابر عوامل طبیعی یا نمادگرایی مذهبی نیز داشته باشند. در معماری اسلامی، سرمناره اغلب به شکل هلال ماه است که نماد اسلام است.
سرمناره همچنین می‌تواند به عنوان یک نقطه کانونی در طراحی یک سازه عمل کند و توجه بیننده را به خود جلب کند.
در مالزی، سرمناره‌های تزئینی سقف در معماری مذهبی و مسکونی رایج هستند. مسجدهای قدیمی این کشور دارای سرمناره‌هایی با طرح‌های لایه‌ای و تاج‌دار هستند که به ماخوتا آتاپ مسجد معروفند. در مساجد جدیدتر، این سرمناره‌ها با گنبدهای پیازی شکل جایگزین شده‌اند.
در معماری ژاپنی، چیگی‌ها نوعی سرمناره هستند که در بالای زیارتگاه‌های شینتو استفاده می‌شده‌اند. در جاوه و بالی اندونزی، به سرمناره پشت بام، موستاکا یا کِمونچاک می‌گویند. در تایلند نیز سرمناره‌ها در ساختمان‌های مذهبی و خانگی دیده می‌شوند. در معابد بودایی برمه، سرمناره‌هایی به نام هتی وجود دارند و در استوپاهای بودایی، چترهای لایه‌ای که نماد قلمرو بهشت‌ها هستند، به عنوان سرمناره استفاده می‌شوند.
در معابد هندو، کالاشا نام سرمناره‌ای است که در بالای گنبد قرار می‌گیرد. در سبک معماری دراویدی، کالاشا روی یک گنبد با شکل گل نیلوفر آبی وارونه قرار می‌گیرد.
در معماری خانگی آمریکایی نیز سرمناره‌ها در سبک‌های مختلفی مانند استعماری فرانسوی، جرجی، ویکتوریایی و احیای رومی استفاده می‌شوند.
در شرق ایالات متحده، یک باور عامیانه وجود دارد که سرمناره‌ها مانع از فرود جادوگران جاروسوار در ناحیه می‌شوند.

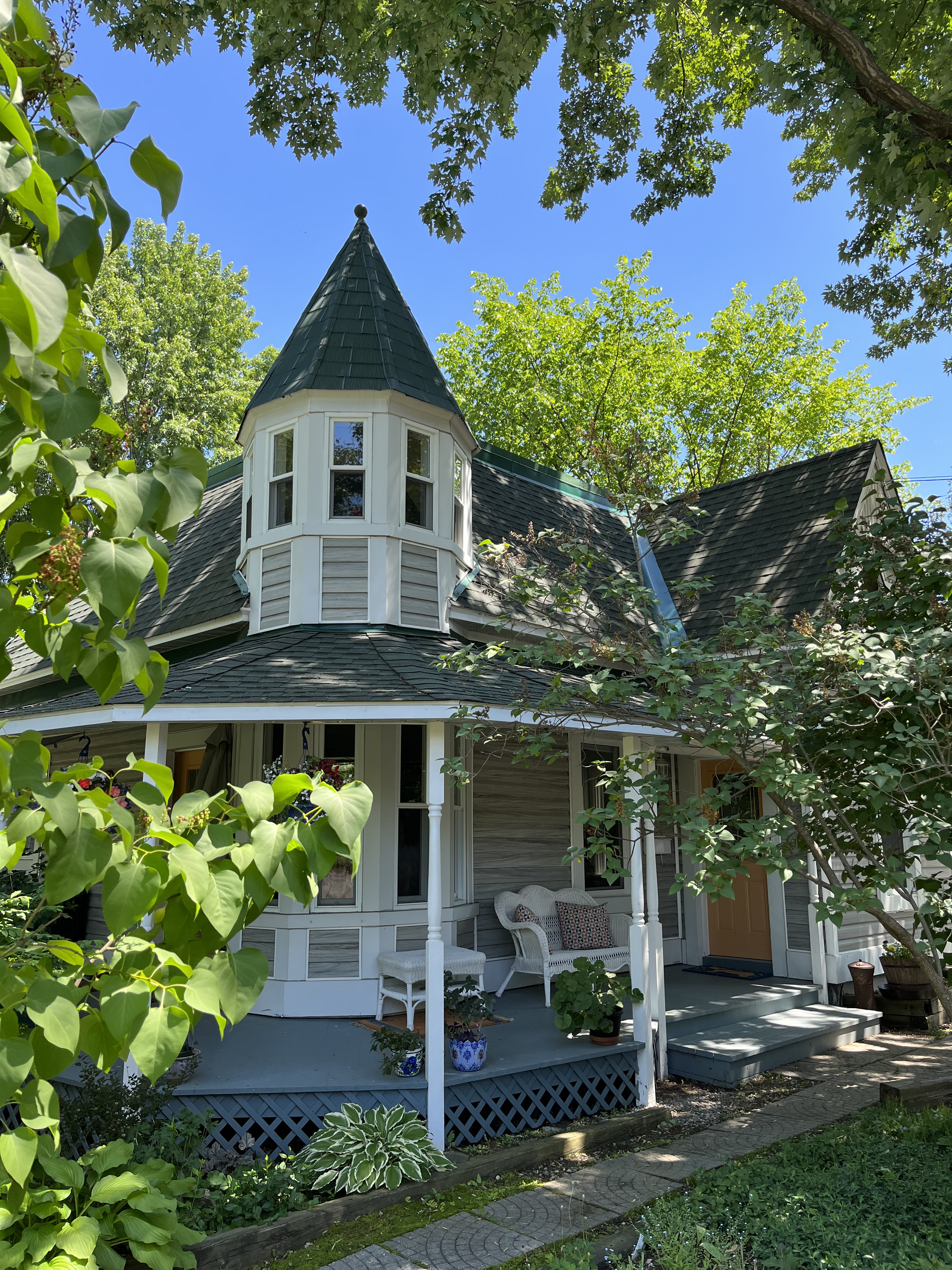
نمونه‌ای از «برجکِ گوشه‌ای» با «بام مخروطیِ» فلزی و پوشش ورق، دارای «گویِ رأس» و «سرمناره نوک‌دار» برای تأکید بر کشیدگی فرم. این تیپ در آپارتمان‌های اواخر سدهٔ نوزدهم و اوایل بیستمِ اروپای مرکزی بسیار رایج بود.

## سرمناره‌های میله‌های پرچم
یک سرمناره به شکل توپ اغلب در بالای میله پرچم ثابت نصب می‌شود. ارتش، نیروی دریایی، سپاه تفنگداران دریایی و گارد ساحلی ایالات متحده از انواع مختلف سرمناره بسته به پرچم مورد نظر استفاده می‌کنند، تفنگداران دریایی و گارد ساحلی از پروتکل‌های نیروی دریایی پیروی می‌کنند.

## سرمناره در مبلمان
سرمناره‌های چوبی تراش‌خورده در قطعات مختلف مبلمان استفاده می‌شوند. در حالی که هدف سرمناره‌ها در میله‌های تخت عمدتاً تزئینی است، آنها در میله‌های پرده نیز کاربردی هستند و مانع از سر خوردن پرده از انتهای یک میله مستقیم می‌شوند. سرمناره‌های میله پرده را می‌توان مانند یک فشارسنج برای سلیقه عمومی در نظر گرفت. بسیاری از طرح‌ها به معماری گوتیک و نئو گوتیک سرمناره‌های معماری بازمی‌گردند، در حالی که سرمناره‌های معاصر دیگر منعکس‌کننده کمینه‌گرایی، هنر نو و دیگر سبک‌های سنتی دکوراسیون هستند. استفاده از مواد مختلف به اندازه طیف وسیعی از طرح‌ها با برنج، فولاد ضدزنگ، چوب‌های مختلف و آلومینیوم با انواع پرداخت‌ها مانند «فولاد ساتن» و «برنج عتیقه» به کار می‌رود. دوام، استحکام و قابلیت ماشینکاری آلیاژهای مدرن خود را به طرح‌های پیچیده و خیره کننده‌تری تبدیل کرده است.

## استفاده به عنوان پوشش سر
در طول سلسله‌های مختلف در چین، یک سرمناره در بالای کلاه‌هایی که مقامات کشوری یا نظامی در مراسم رسمی دربار می‌پوشیدند، استفاده می‌شد. سرمناره برای سایر استفاده‌های روزانه (از جمله مراسم نیمه رسمی) به یک دکمه تغییر کرد. پیکلهاب یک کلاه ایمنی نظامی اروپای مرکزی با یک سرمناره است که در بالای آن یک سنبله قرار دارد.

## نگارخانه

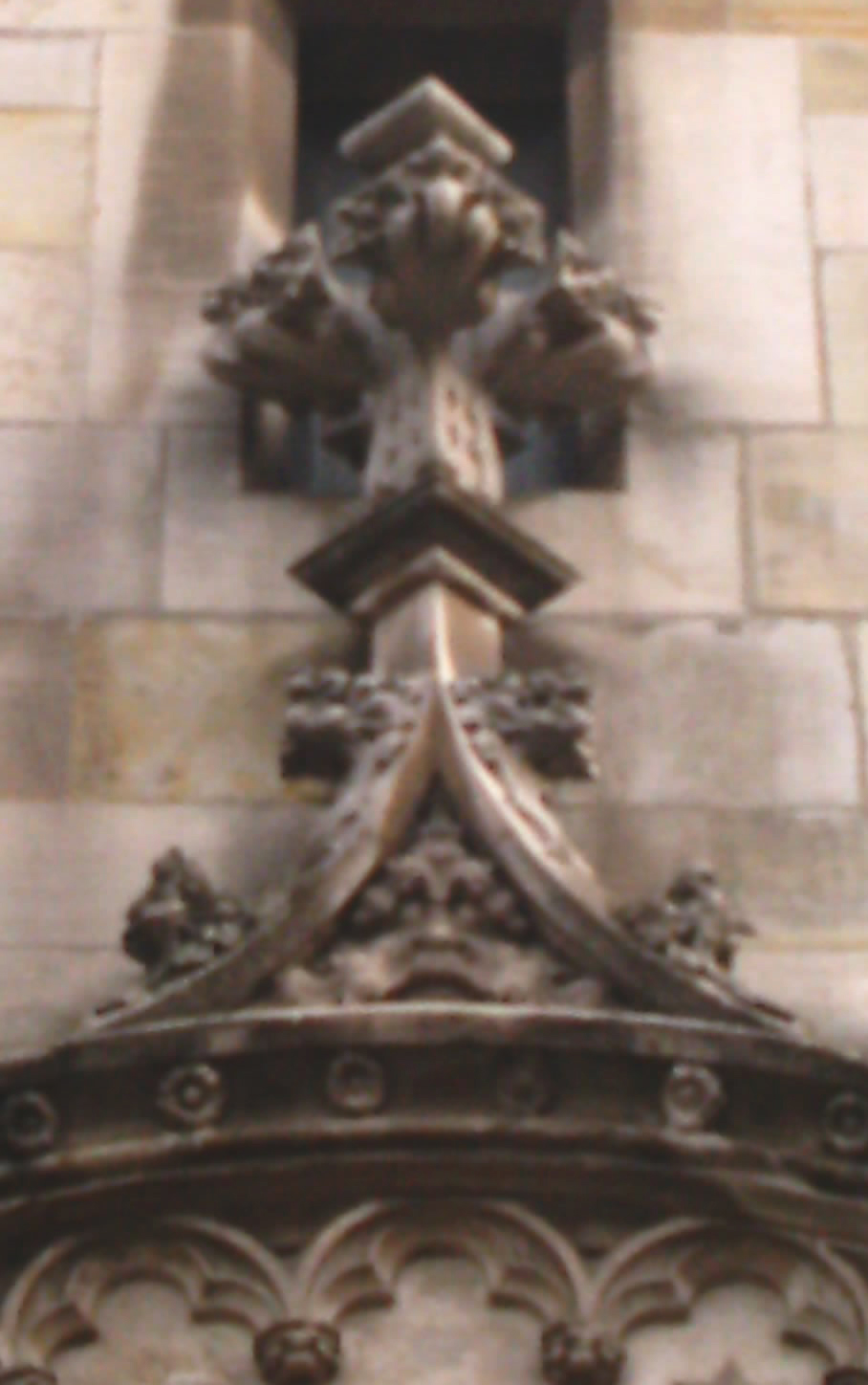
سرمناره سنگی در تالار شهر آخن
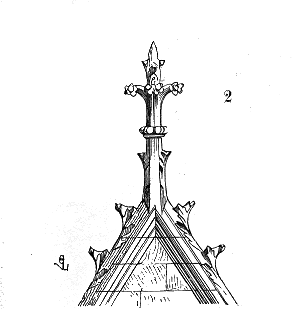
تصویر سرمناره توسط ویوله لودوک، ۱۸۵۶
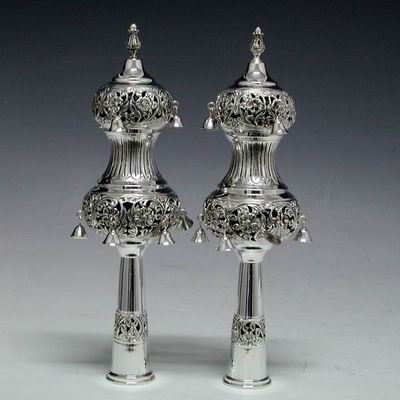
سرمناره‌های تزئینی در دو انتهای یک طومار تورات
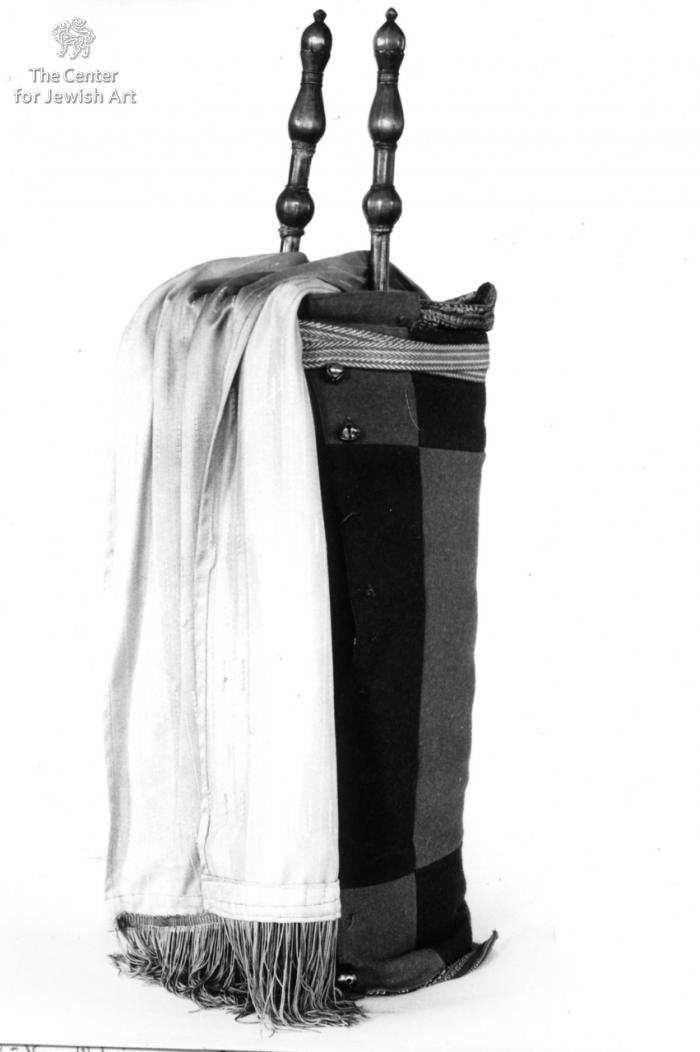
جعبه تورات یمنی با سرمناره
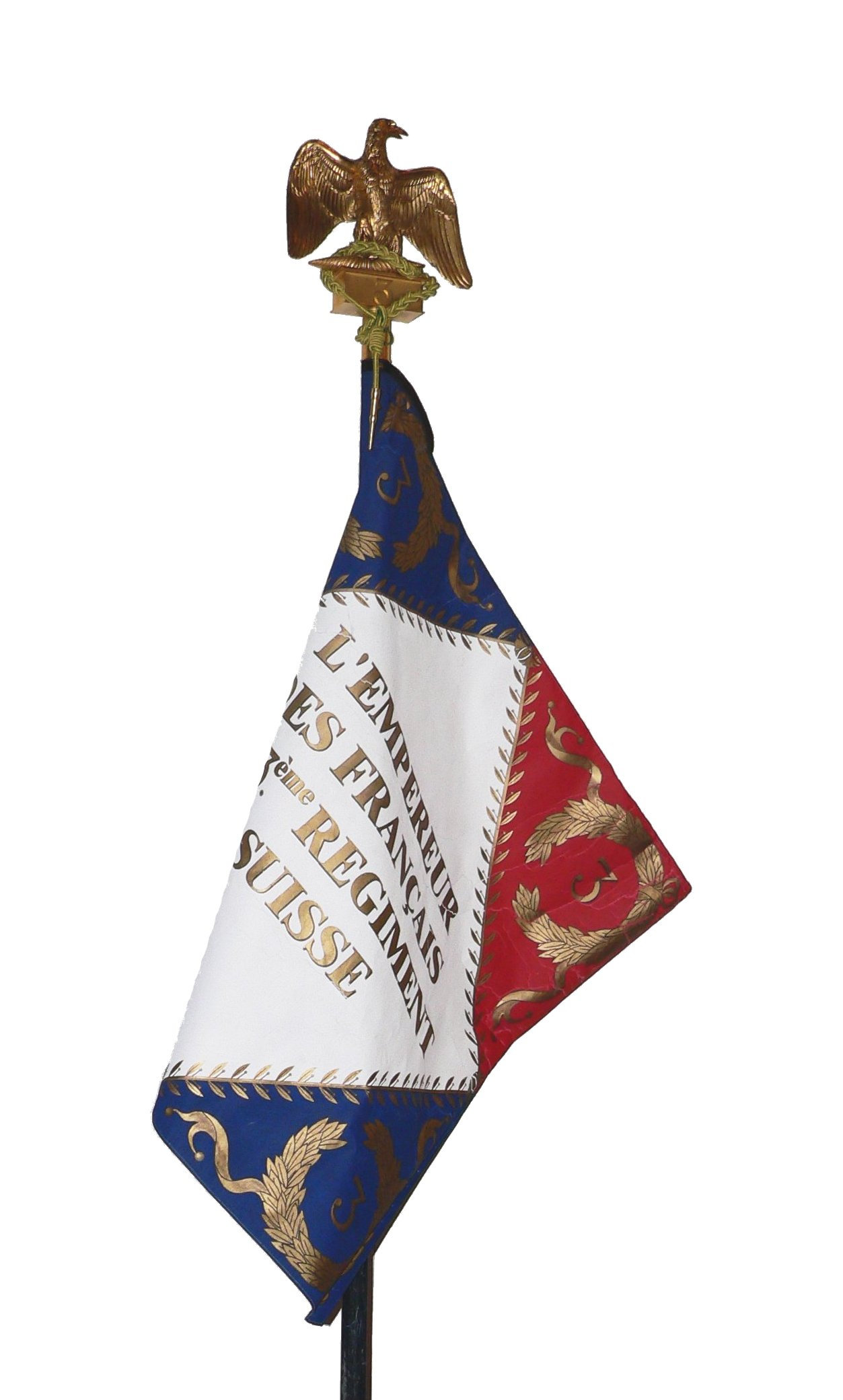
عقاب امپراتوری فرانسه از یک هنگ ارتش بزرگ
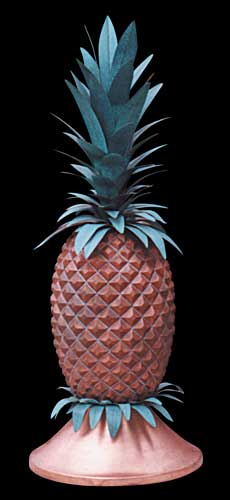
سرمناره‌ای به شکل آناناس
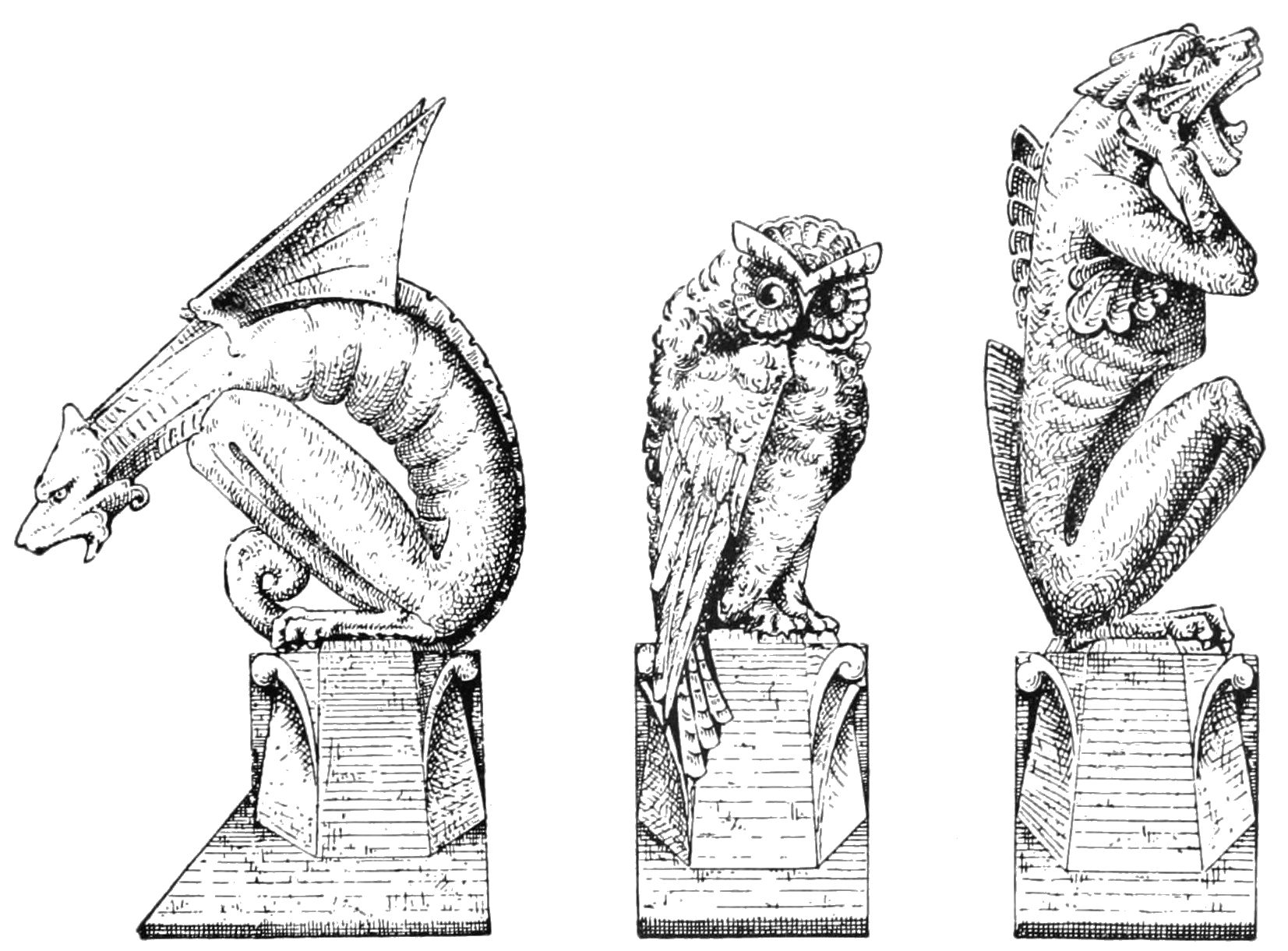
تزئینات معماری
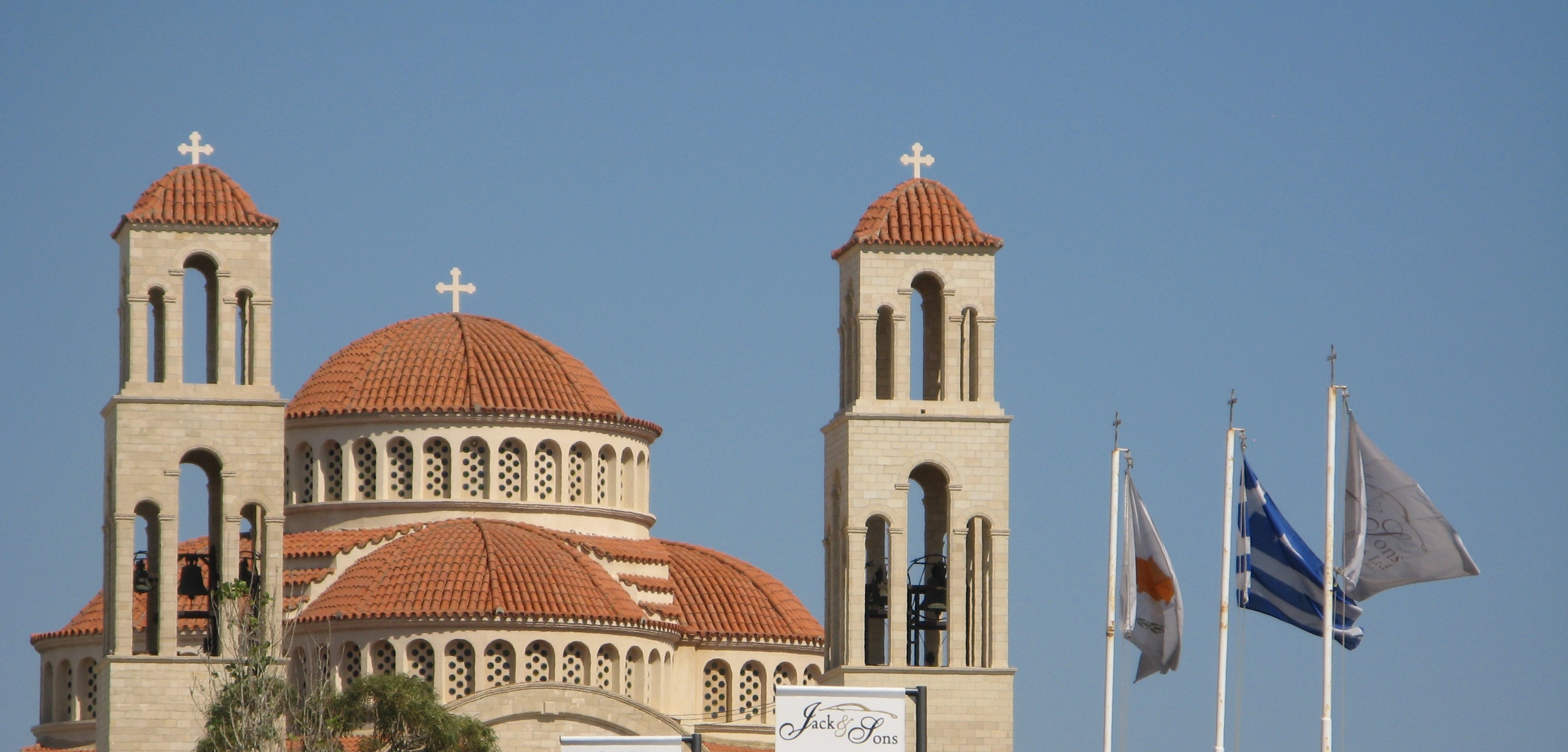
پرچم‌های یونان و قبرس بر روی میله‌های پرچم با سرمناره‌های صلیبی در مقابل کلیسایی در پافوس.
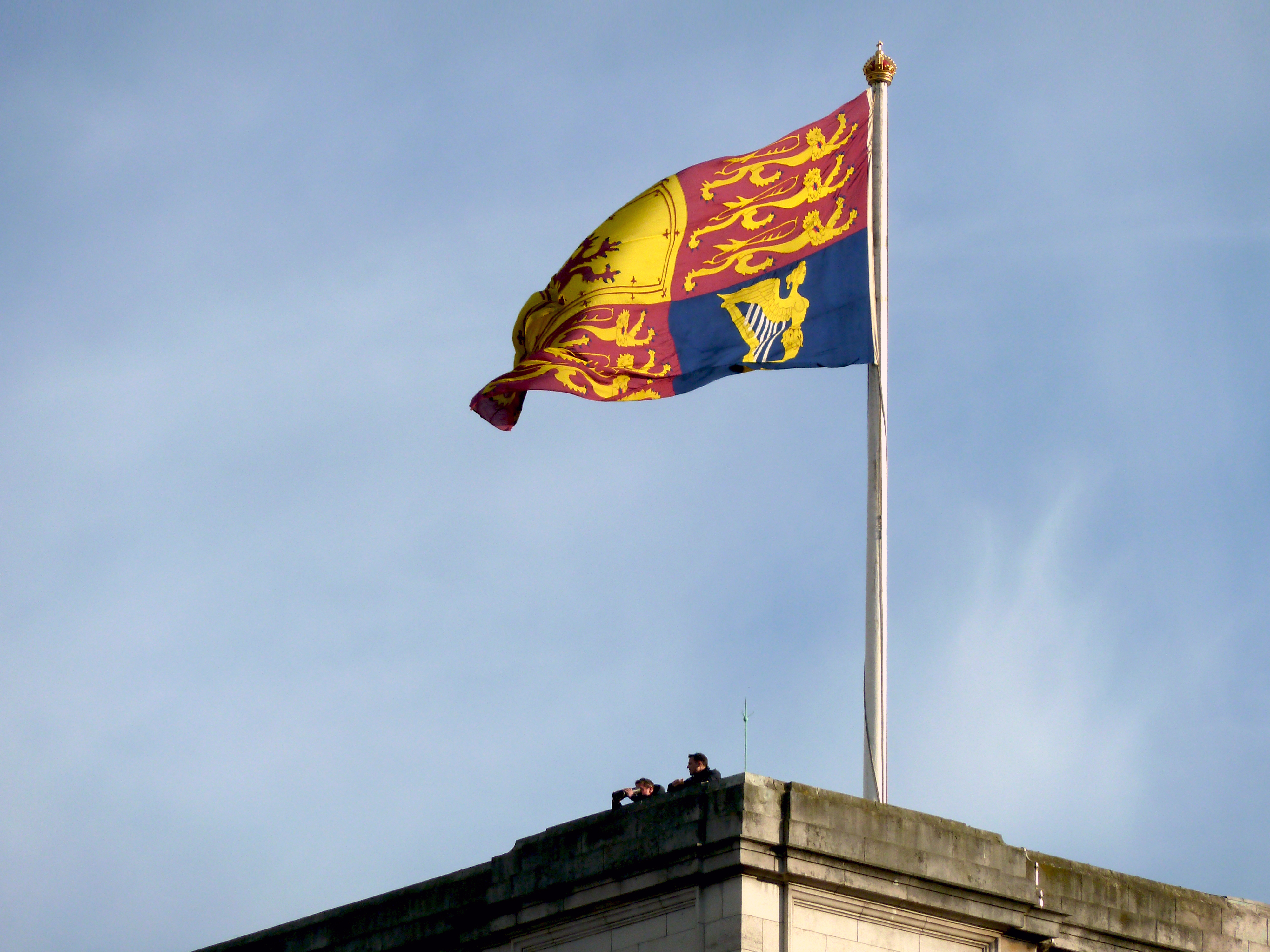
میله پرچم کاخ باکینگهام، لندن، در اینجا با نشان سلطنتی، یک سرمناره به شکل تاج دارد.
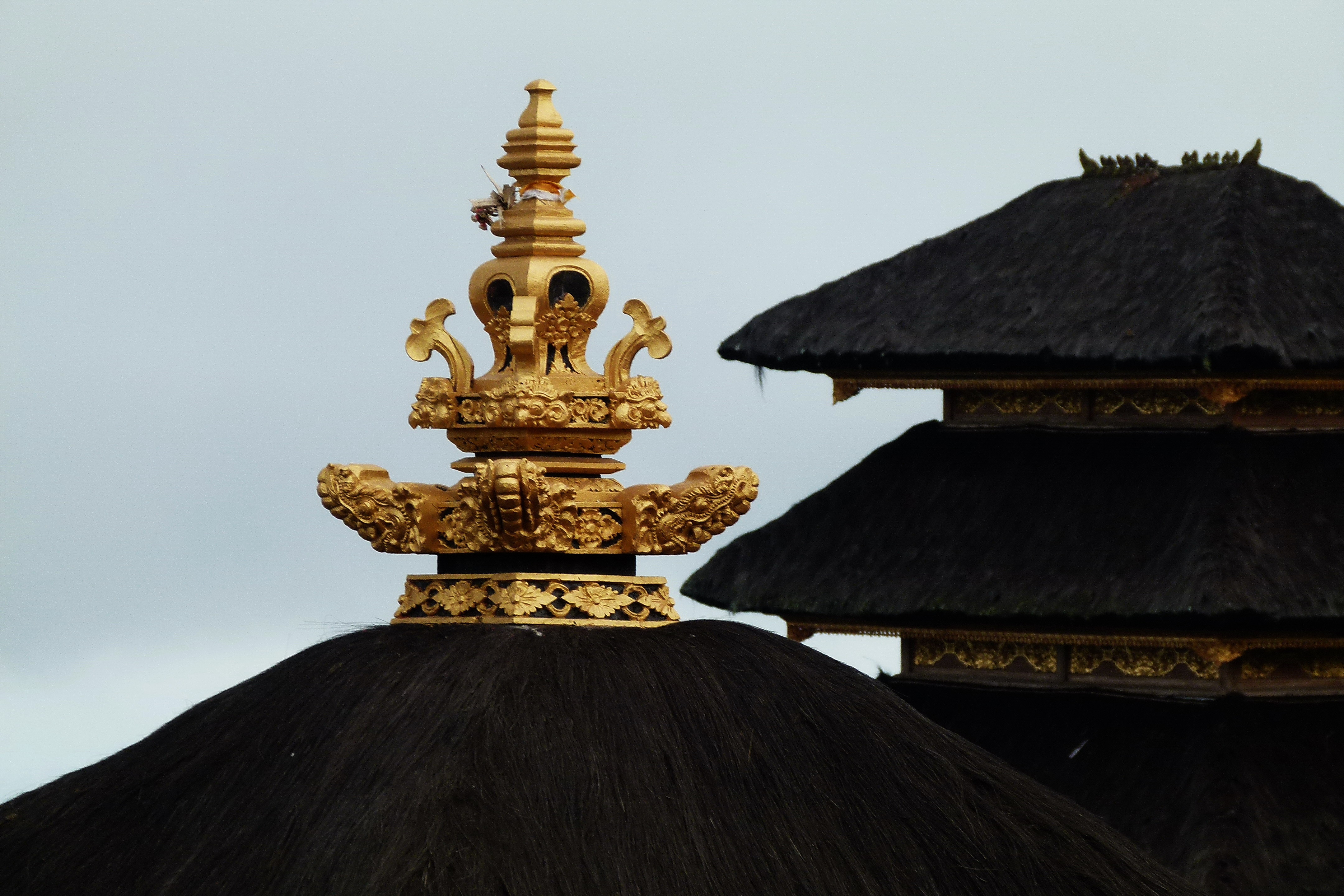
یک کمونچاک بالیایی در بالای یک سقف کاهگلی از یک غرفه معبد بالیایی.
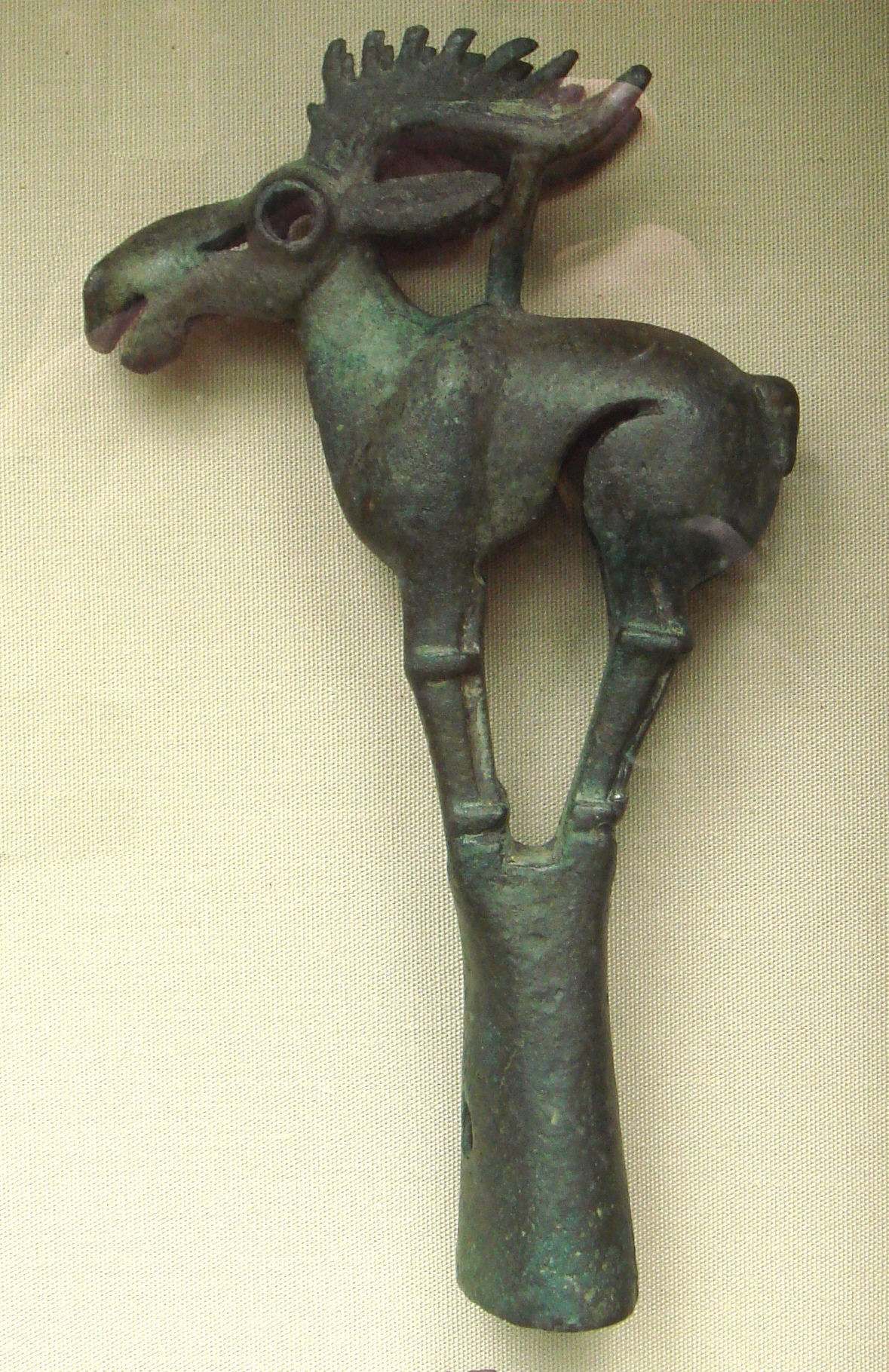
سرمناره برنزی برای تیرک چادر عشایری، فرهنگ اوردوس، سده‌های ششم تا پنجم قبل از میلاد، مغولستان
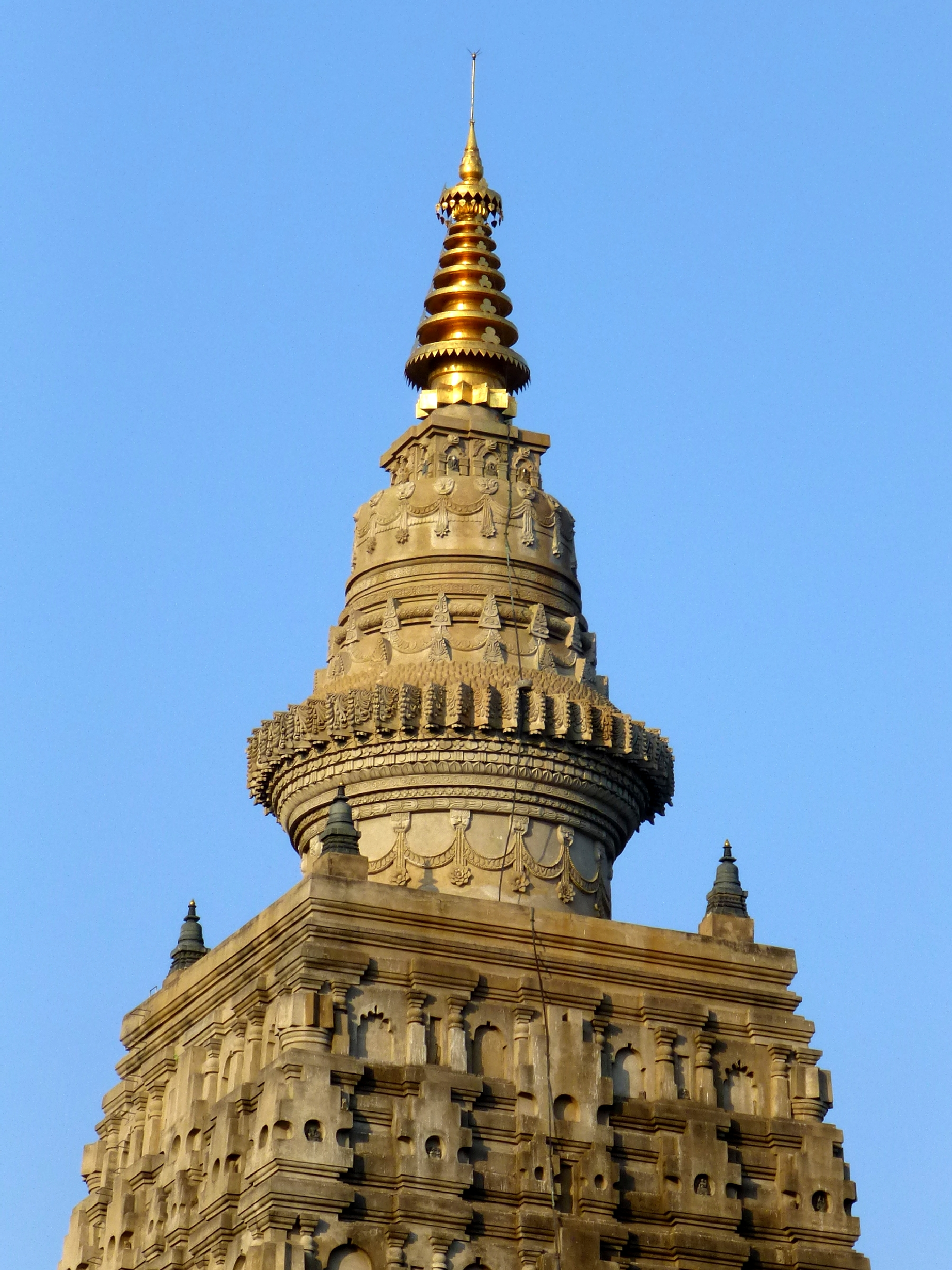
سرمناره استوپا بر فراز معبد مَهابودی.
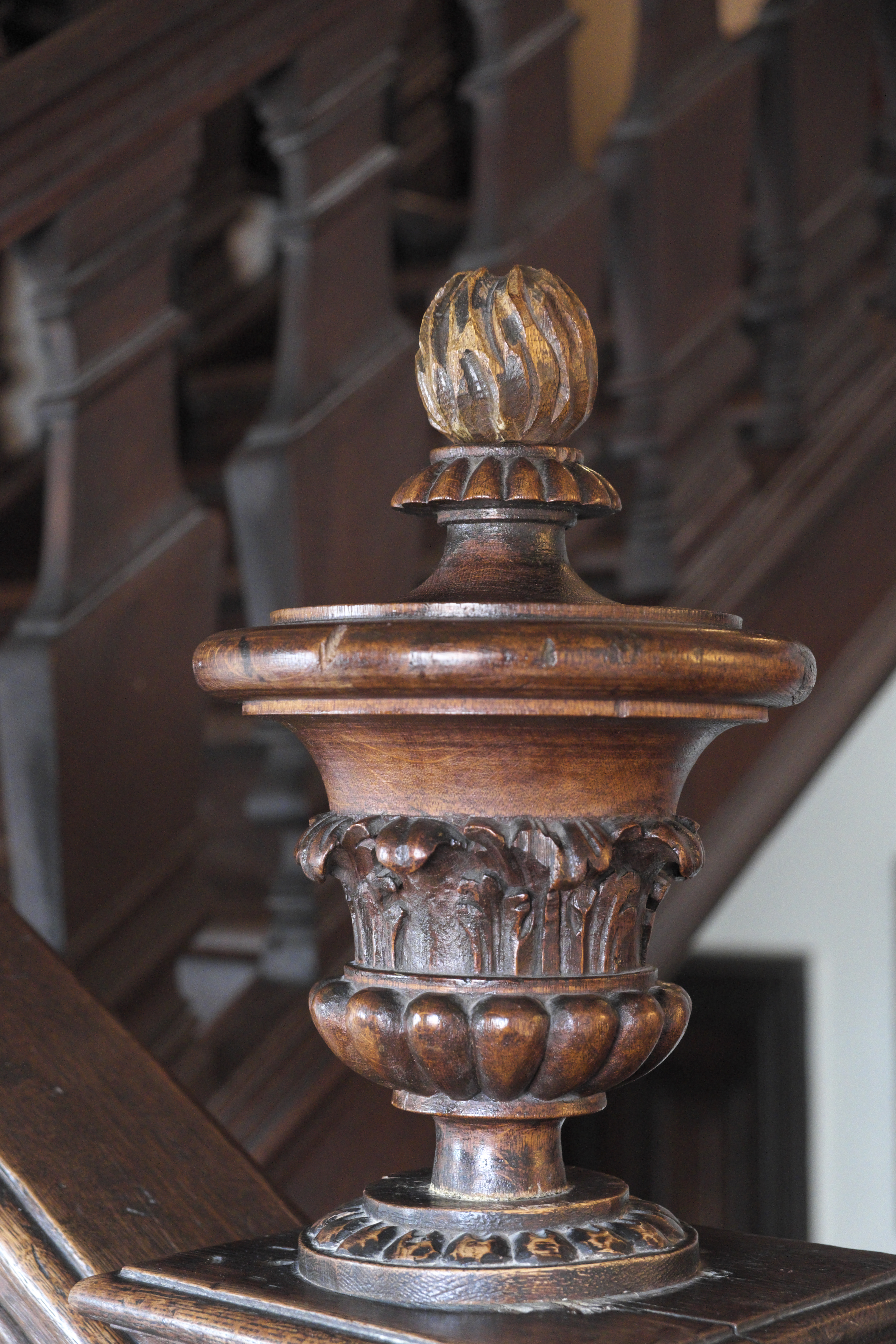
سرمناره باروک در بالای اولین ستون از چند پله از کاخ لاندوئر (الینگن، آلمان)
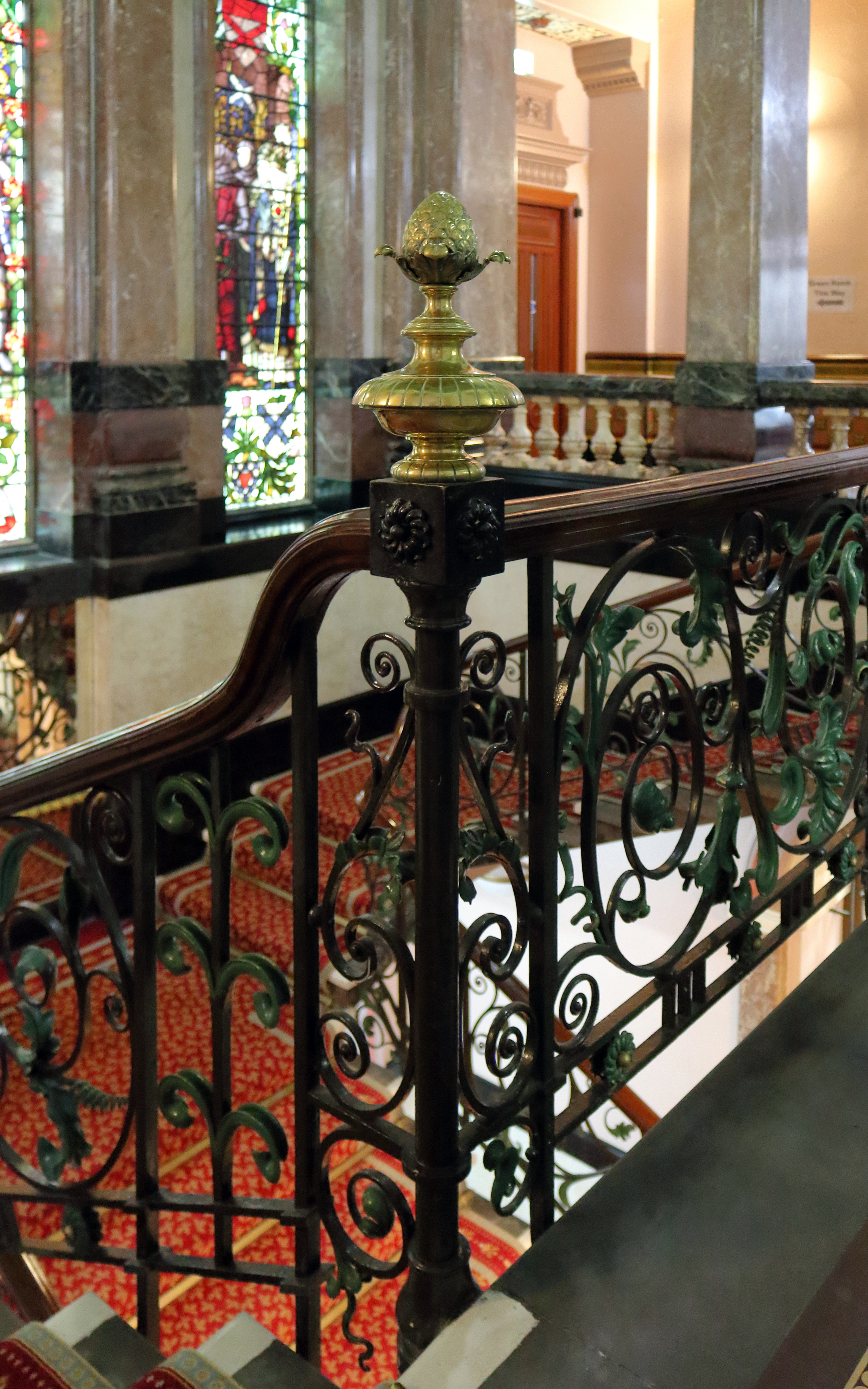
سرمناره آناناس در بالای تیرک گوشه‌ای نرده پله فلزی مزین، تالار شهر، بیرکنهد، انگلستان.